# Thomaskirche (Oldenburg)

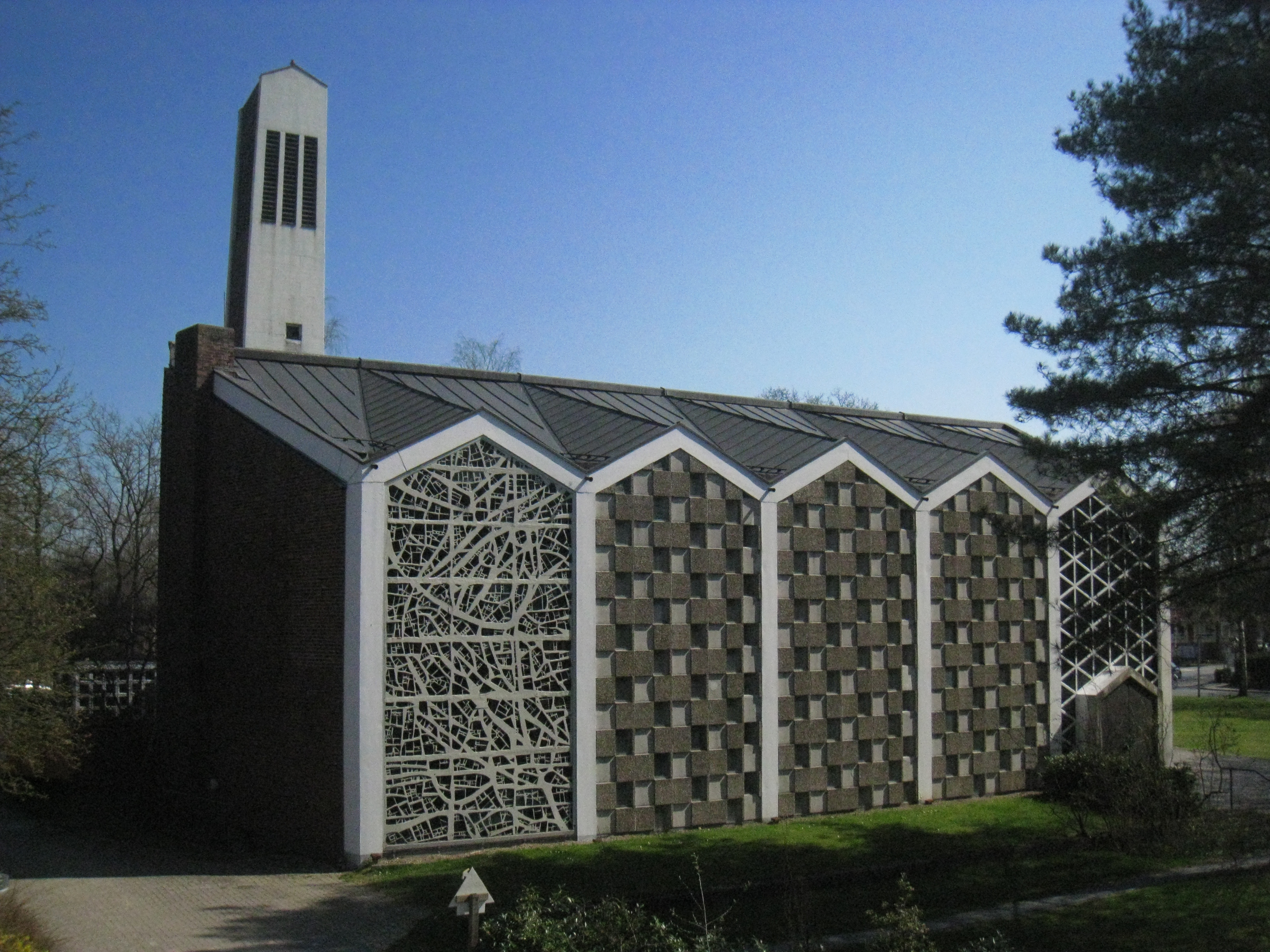
Thomaskirche (Oldenburg) Ansicht von Südwesten

Die Thomaskirche (auch: Thomas-Kirche) ist eine evangelisch-lutherische Kirche im Oldenburger Stadtteil Ofenerdiek.

## Geschichte

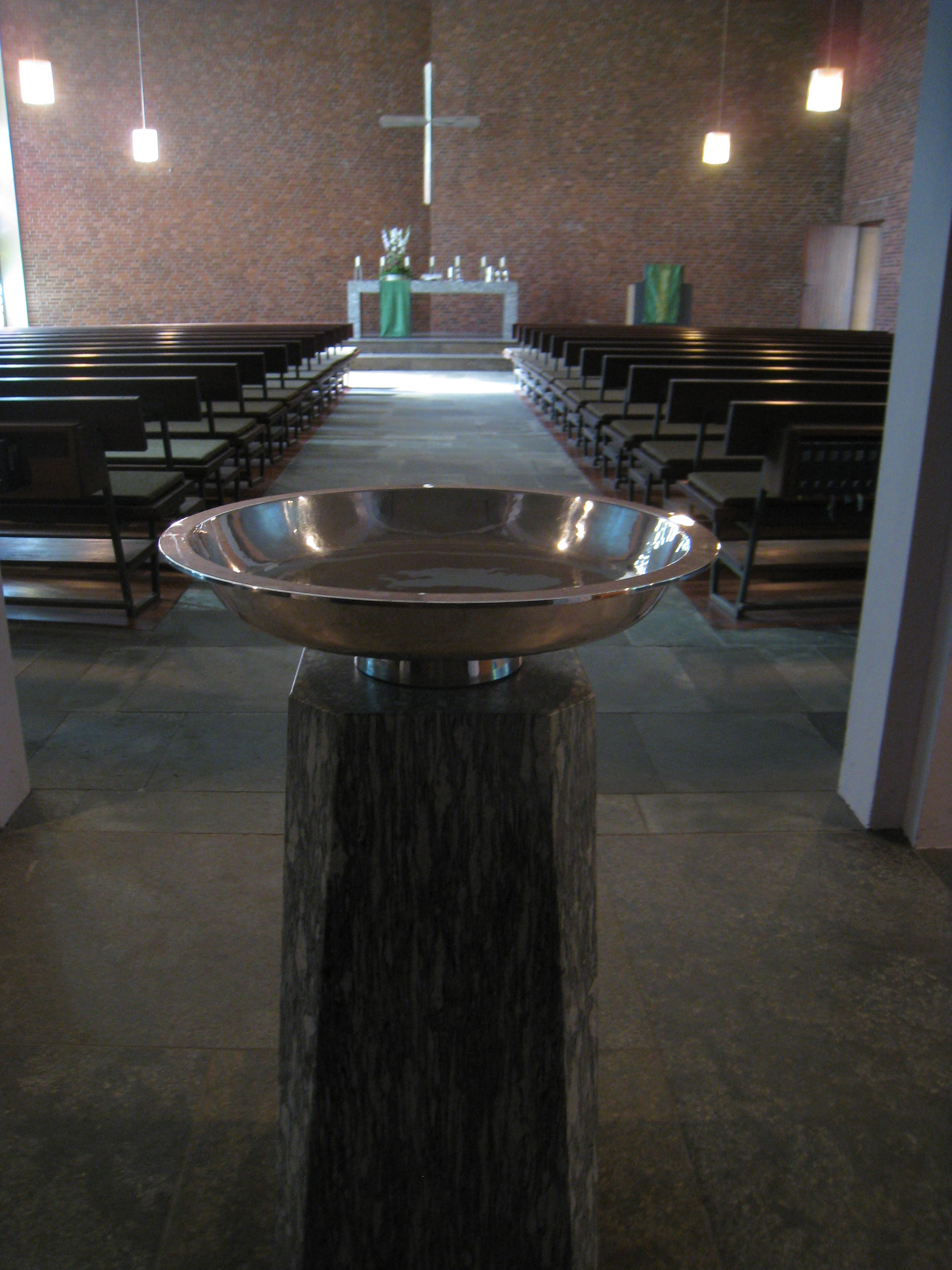
Blick von der Taufkapelle zum Altar

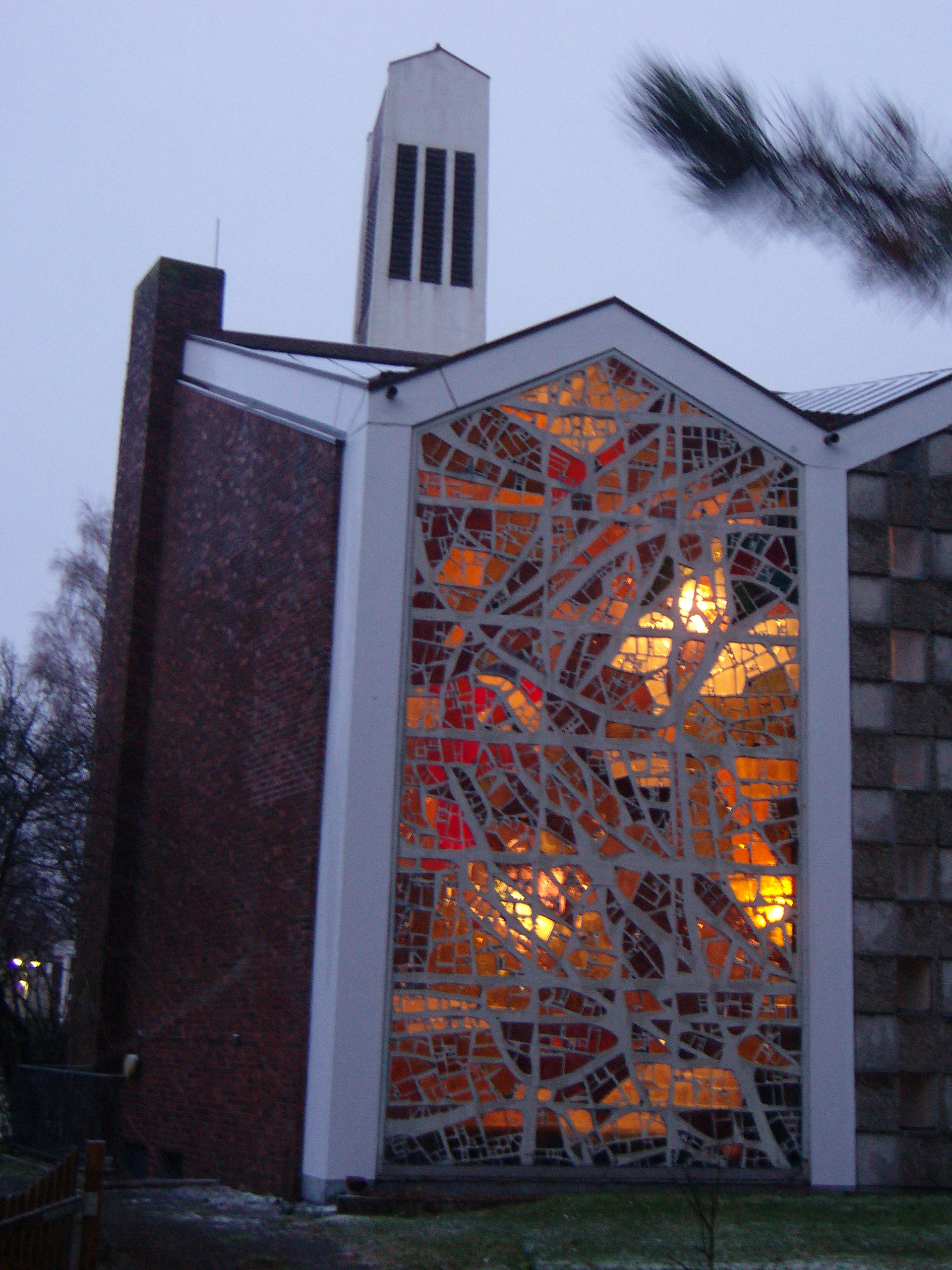
Aufnahme bei Dämmerung mit innen beleuchteter Kirche

Nach der Eingemeindung in die Stadt Oldenburg i.O. wurde das Gebiet der heutigen Kirchengemeinde Ofenerdiek, das zuvor aus zu den Kirchengemeinden Ofen, Rastede und Ohmstede gehörigen Gebieten bestand, im November 1938 als Ganzes der Kirchengemeinde Ohmstede zugeschlagen. Assistenzprediger Stegmann betreute den Gemeindebezirk. Im März 1939 beschloss der Gemeindekirchenrat den Kauf des Hauses Weißenmoorstraße 202 und die Umgestaltung der Tischlerei-Werkstatt zu einer Kapelle mit Pfarrwohnung. Hilfsprediger Plessmann wurde zu Beginn des Zweiten Weltkrieges eingezogen und gilt seit 1943 als vermisst. 1944 wurde die Kapelle durch Bomben zerstört und das Pfarrhaus beschädigt.
1947 beschloss man die Umwandlung der Assistenzpredigerstelle Ofenerdiek in eine zweite Pfarrstelle. Seit 1948 verwaltete Pastor Alfred Dreilich kommissarisch die Pfarrstelle, in die er durch Bischof Wilhelm Stählin eingeführt wurde. Nach der Währungsreform wurde die Kapelle wieder aufgebaut und erweitert, am 27. Februar 1949 dann unter dem Namen Christus-Kapelle eingeweiht.
Mit dem Bau der Koopmannsiedlung 1949 bis 1951 wuchs die Gemeinde auf 2500 evangelische Christen an, die zumeist aus Niederschlesien, Pommern und Ostpreußen kamen. In der Schule Alexandersfeld feierte man 14-täglich sonntags-nachmittags Gottesdienste. Im Dezember 1956 beantragte der Ohmsteder Gemeindekirchenrat bei der Synode die Selbständigkeit des Gemeindebezirkes Ofenerdiek, da dieser praktisch schon eine eigene Gemeinde sei, aber noch keine Verwaltung habe. Im Oktober 1957 wechselte Pastor Dreilich auf eine Pfarrstelle in Delmenhorst, ihm folgte Pfarrvikar Martin Tovote nach.
In den späten 1950er Jahren räumte die britische Besatzung die Militärsiedlung zwischen Alexanderstraße und Hagelmannsweg („Englische Siedlung“). Etwa 100 deutsche Familien zogen ein, so dass die Gemeindegliederzahl auf 5700 anstieg. In einer Chronik heißt es, „Auch dies drängt zur Selbständigwerdung des Gemeindebezirks, um das noch fehlende Gemeindebewußtsein zu bilden und der starken Unkirchlichkeit im Gemeindebezirk besser begegnen zu können.“ Am 1. Januar 1961 wurde die Kirchengemeinde Ofenerdiek selbständig. Im gleichen Jahr verhandelte man über den Ankauf des Geländes, stellte Pläne und das Modell fertig. Am Reformationstag 1961 beschloss der Kirchenrat unter Vorsitz Pastor Tovotes die Namensgebung Thomaskirche.
Am 19. Mai 1962 wurde der Grundstein gelegt. Die Einweihung erfolgte am 9. Juni 1963.
Seit 2001 brüten Falken im Turm der Kirche.

## Architektur

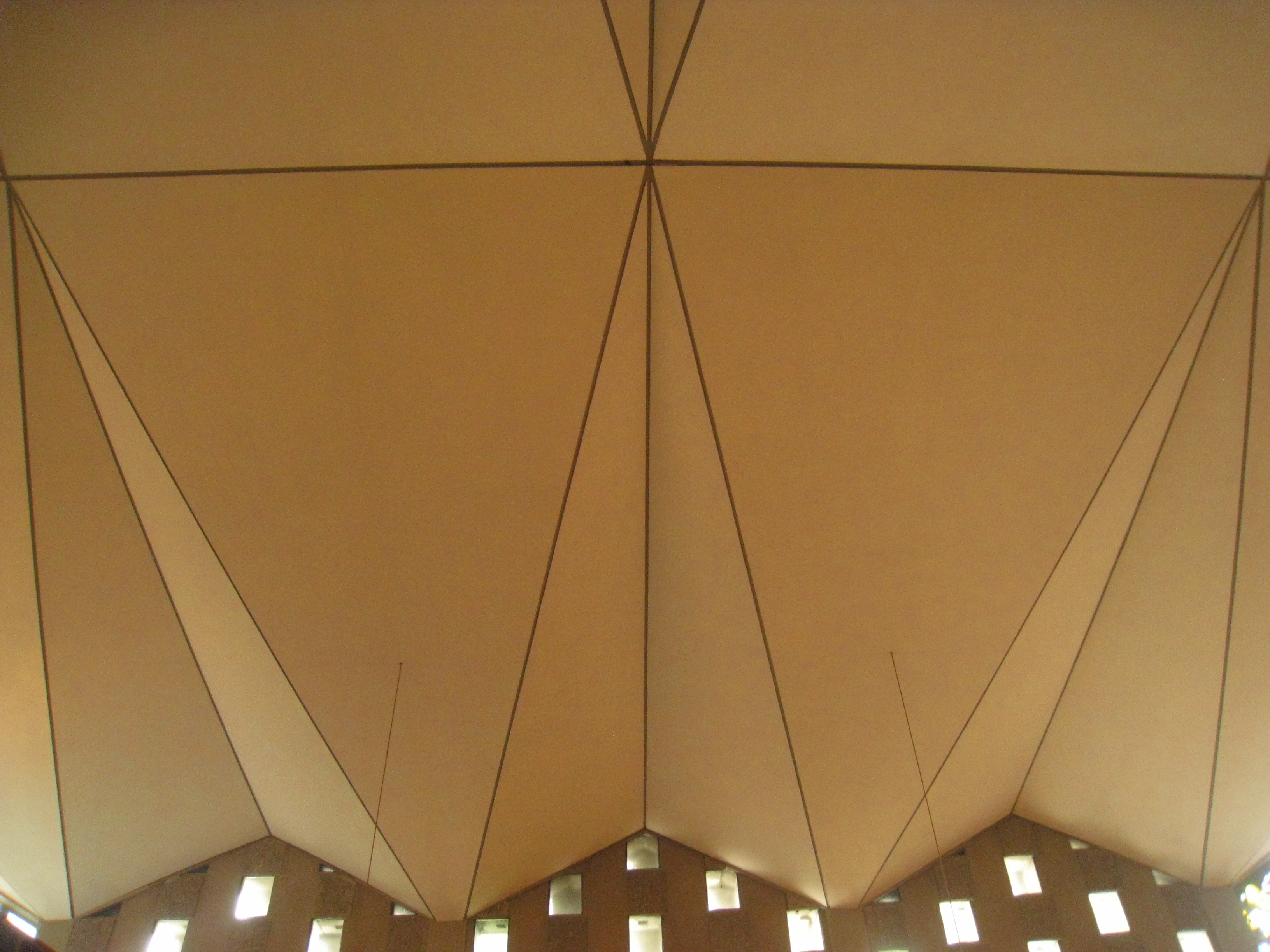
Blick zur Decke gen Süden

Das Langhaus der Saalkirche aus roten Klinkersteinen ist ein langgezogenes Hexagon. Der kristalline Baukörper symbolisiert das himmlische Jerusalem mit seinen zwölf Toren (zehn Giebel und zwei „Tore“ gebildet durch die gefalteten Stirn- und Rückwände). Der Glockenturm steht als Campanile frei, bietet drei Glocken Platz und birgt die Sakristei. Verbunden ist er mit dem Kirchbau über einen gläsernen Gang. Der Entwurf der Kirche im Bauhaus-Stil stammt von Willi Schröder.
Die Kirche kann durch Portale an der Nordseite oder an der Südseite im hinteren Teil der Kirche betreten werden. Der erste Blick fällt auf den Taufstein. Er befindet sich unter der eingestellten Empore, die der Orgel und einem Chor Platz bietet. In der  kapellenartigen Situation darunter befindet sich der Taufstein.
Die Bänke stehen zueinander leicht geneigt. Die Abwinkelung konzentriert die Gemeinde auf das Handlungszentrum im Altarraum. Die Planer nahmen damit ein wichtiges Gestaltungsmerkmal einer Vorbildkirche – die Kirche St. Martin (Linden) in Hannover – auf. Darüber hinaus erinnern die gefalteten Stirn- und Rückwände, Wände aus gesandeltem mattrotem Backstein und ein zeltartiges Dach an die nur wenige Jahre ältere Kirche in der Landeshauptstadt. Im Zusammenspiel mit der Falte in der Mitte der Altarrückwand ergibt sich ein klares Zentrum im Altarraum. Er wird von einem Strahlenkreuz von Wolfgang Tümpel beherrscht. Der Altar ist aus italienischem Gneis gefertigt, die Altarwand und die Nordwand sind aus Klinkern. An der Nordwand des Altarraumes befindet sich die Tür, die die Verbindung zum Glockenturm und zur Sakristei herstellt und die dem Pfarrer bzw. der Pfarrerin vorbehalten war. Gegenüber – an der Südwand des Altarraumes – lässt das von Thea Koch-Giebel gestaltete monumentale und farbenfrohe Thomasfenster den Altarraum in buntem Licht erscheinen. Das Fenster bildet die Thomasgeschichte (Joh 20,19 ) ab. Deutlich zu erkennen sind zwei Hände und eine Wunde. Eingefangen ist der Moment, in dem Thomas die Seitenwunde Jesu berührt.

## Ausstattung
Der Taufstein besteht aus einer Säule, die wie der Altar aus italienischem Gneis gefertigt ist, und der aufgesetzten Taufschale von Wolfgang Tümpel, dem die Thomaskirche darüber hinaus die sieben Altarleuchter (erinnernd an den siebenarmigen Leuchter im Tempel in Jerusalem), das Kreuz über dem Altar und das kostbare Abendmahlsgeschirr im Bauhausstil verdankt.  Das über dem Altar aufgehängte silberne Strahlenkreuz mit Neigung zur Gemeinde dominiert den Altarraum und nimmt in seiner Konstruktion das Motiv des Dreiecks auf, das sich im gesamten Kirchraum (Decke, Anordnung der Bänke, gefaltete Wände, Fenster über den Portalen, Taufkapelle) findet und auf die göttliche Dreifaltigkeit verweist. Es harmoniert mit dem Buntglasfenster von Thea Koch-Giebel, dem Material des Altars und den schlichten silbernen Leuchtern vor der Klinkerwand.

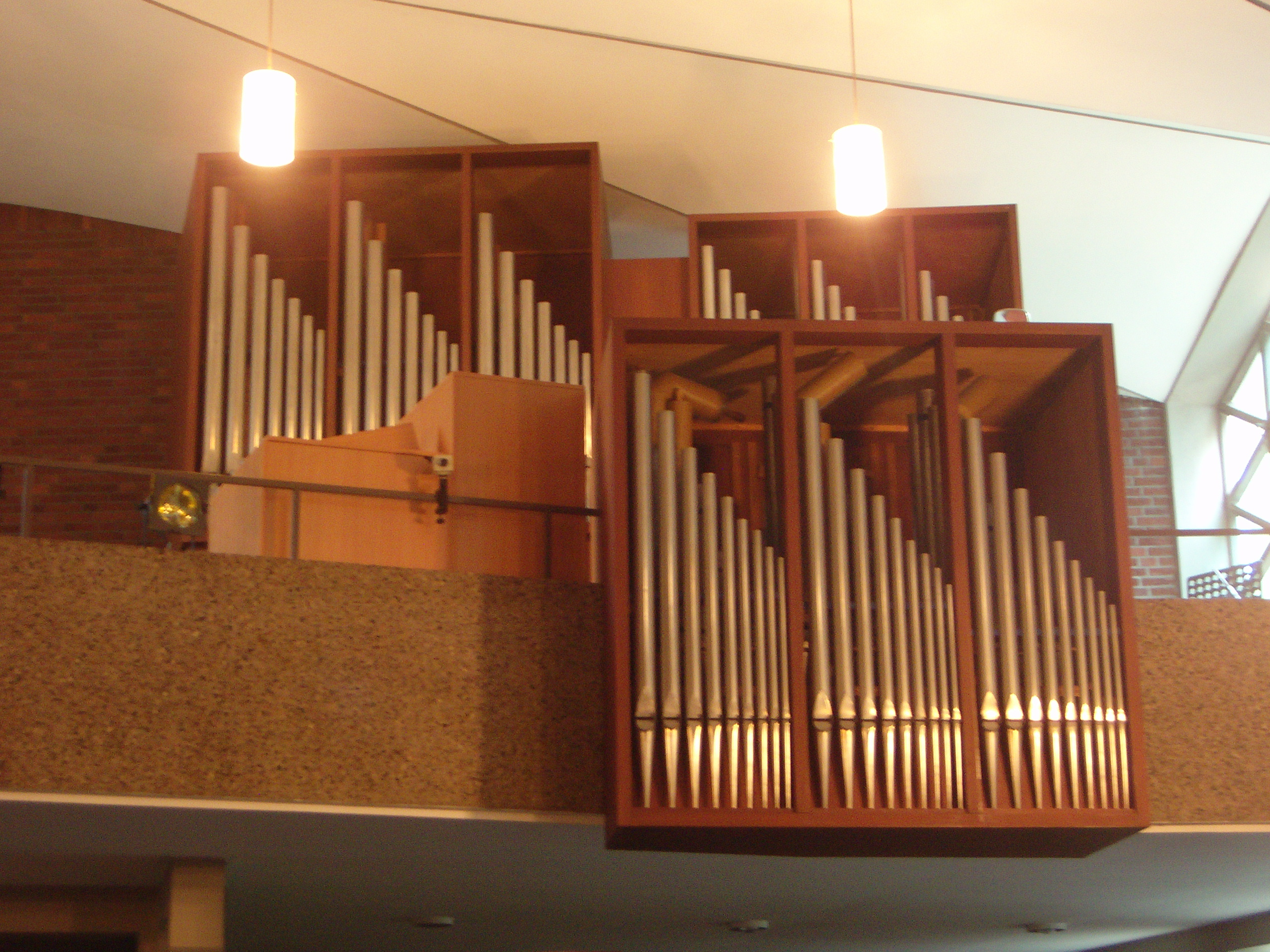
Blick auf die Orgel

Die Orgel wurde 1965 von dem Orgelbauer E.F. Walcker & Cie. erbaut, und im Jahre 2012 durch den Orgelbauer Burkhard Klimke restauriert und erweitert. Das Schleifladen-Instrument hat 21 Register auf zwei Manualen und Pedal. Die Spiel- und Registertrakturen sind mechanisch.
| I Hauptwerk C–g3 |               |     |
| 1.               | Prinzipal     | 08′ |
| 2.               | Rohrflöte     | 08′ |
| 3.               | Oktave        | 04′ |
| 4.               | Gedeckt Flöte | 04′ |
| 5.               | Waldflöte     | 02′ |
| 6.               | Cornett I-III |     |
| 7.               | Mixur IV      |     |

| II Rückpositiv C–g3 |                |        |
| 8.                  | Gedeckt        | 08′    |
| 9.                  | Quintade       | 08′    |
| 10.                 | Oktave         | 04′    |
| 11.                 | Nachthorn      | 04′    |
| 12.                 | Superoktave    | 02′    |
| 13.                 | Quinte         | 01 ⁄3′ |
| 14.                 | Sesquialter II |        |
| 15.                 | Terzzymbel III |        |
| 16.                 | Krummhorn      | 08′    |
|                     | Tremolo        |        |

| Pedal C–f1 |           |     |
| 17.        | Subbass   | 16′ |
| 18.        | Prinzipal | 08′ |
| 19.        | Bordun    | 08′ |
| 20.        | Choralbaß | 04′ |
| 21.        | Trompete  | 08′ |

- Koppeln: II/I, I/P, II/P.